# Seznam cerkva v Sloveniji (Marija)
|  | Seznam cerkva: A B C Č D E F G H I J K L M N O P R S Š T U V W Z Ž |

|  | Vsi patrociniji oseb:Jezus KristusMarija |

- Marija Kraljica vseh svetnikov nima več cerkve v Sloveniji (edina je bila v Komarni vasi)
- Stolnica je zapisana krepko
- Bazilike so zapisane podčrtano
- Nebogoslužne cerkve so zapisane ležeče
- Cerkve s splošnimi oziroma nedefiniranimi Marijinimi patrociniji so zapisane v poglavju Mati Božja

## Čenstohovska Mati Božja
| Slika                     | Cerkev                  | Naselje             | Župnija     | Škofija |
| ------------------------- | ----------------------- | ------------------- | ----------- | ------- |
| Klikni za spremembo slike | Čenstohovska Mati Božja | Zgornja Kostrivnica | Kostrivnica | CE      |

## Čudodelna Mati Božja
| Slika                     | Cerkev                              | Naselje     | Župnija     | Škofija |
| ------------------------- | ----------------------------------- | ----------- | ----------- | ------- |
| Klikni za spremembo slike | Čudodelna Mati Božja in sv. Marjeta | Sladka Gora | Sladka Gora | CE      |

## Karmelska Mati Božja
| Slika                     | Cerkev                 | Naselje           | Župnija              | Škofija |
| ------------------------- | ---------------------- | ----------------- | -------------------- | ------- |
| Klikni za spremembo slike | Karmelska Mati Božja   | Češnjice          | Češnjice             | LJ      |
| Klikni za spremembo slike | Karmelska Mati Božja   | Dobje pri Planini | Dobje pri Planini    | CE      |
| Klikni za spremembo slike | Karmelska Mati Božja   | Gaberje           | Lendava              | MS      |
| Klikni za spremembo slike | Karmelska Mati Božja   | Grič pri Klevevžu | Šmarjeta             | NM      |
| Klikni za spremembo slike | Karmelska Mati Božja   | Hrastnik          | Hrastnik             | CE      |
| Klikni za spremembo slike | Karmelska Mati Božja   | Malija            | Korte                | KP      |
| Klikni za spremembo slike | Karmelska Mati Božja   | Marija Gradec     | Laško                | CE      |
| Klikni za spremembo slike | Karmelska Mati Božja   | Podgraje          | Podgraje             | KP      |
| Klikni za spremembo slike | Karmelska Mati Božja   | Pregara           | Sočerga              | KP      |
| Klikni za spremembo slike | Karmelska Mati Božja   | Puče              | Krkavče              | KP      |
| Klikni za spremembo slike | Karmelska Mati Božja   | Velenje           | Velenje - Sv. Marija | CE      |
| Klikni za spremembo slike | Škapulirska Mati Božja | Zbelovska Gora    | Poljčane             | MB      |

## Loretska Mati Božja
| Slika                     | Cerkev              | Naselje                     | Župnija              | Škofija |
| ------------------------- | ------------------- | --------------------------- | -------------------- | ------- |
| Klikni za spremembo slike | Loretska Mati Božja | Jagodje                     | Izola                | KP      |
| Klikni za spremembo slike | Loretska Mati Božja | Strmec pri Svetem Florijanu | Sv. Florijan ob Boču | CE      |
| Klikni za spremembo slike | Loretska Mati Božja | Trenta                      | Bovec                | KP      |
| Klikni za spremembo slike | Loretska Mati Božja | Zali Log                    | Zali Log             | LJ      |

## Lurška Mati Božja
| Slika                     | Cerkev            | Naselje           | Župnija                          | Škofija |
| ------------------------- | ----------------- | ----------------- | -------------------------------- | ------- |
| Klikni za spremembo slike | Lurška Mati Božja | Brestanica        | Brestanica                       | CE      |
| Klikni za spremembo slike | Lurška Mati Božja | Log pod Mangartom | Bovec                            | KP      |
| Klikni za spremembo slike | Lurška Mati Božja | Migojnice         | Griže                            | CE      |
| Klikni za spremembo slike | Lurška Mati Božja | Polšnik           | Polšnik                          | LJ      |
| Klikni za spremembo slike | Lurška Mati Božja | Rimske Toplice    | Sv. Marjeta pri Rimskih Toplicah | CE      |
| Klikni za spremembo slike | Lurška Mati Božja | Rosalnice         | Metlika                          | NM      |

## Marija Kraljica angelov
| Slika                     | Cerkev                  | Naselje | Župnija | Škofija |
| ------------------------- | ----------------------- | ------- | ------- | ------- |
| Klikni za spremembo slike | Marija Kraljica angelov | Drtija  | Moravče | LJ      |

## Marija Kraljica miru
| Slika                     | Cerkev               | Naselje | Župnija | Škofija |
| ------------------------- | -------------------- | ------- | ------- | ------- |
| Klikni za spremembo slike | Marija Kraljica miru | Visoko  | Ig      | LJ      |

## Marija Mati Cerkve
| Slika                     | Cerkev             | Naselje  | Župnija                 | Škofija |
| ------------------------- | ------------------ | -------- | ----------------------- | ------- |
| Klikni za spremembo slike | Marija Mati Cerkve | Maribor  | Maribor - Pobrežje      | MB      |
| Klikni za spremembo slike | Marija Mati Cerkve | Trbovlje | Trbovlje - Sveta Marija | CE      |

## Marija Pomočnica kristjanov
| Slika                     | Cerkev           | Naselje                | Župnija                                   | Škofija |
| ------------------------- | ---------------- | ---------------------- | ----------------------------------------- | ------- |
| Klikni za spremembo slike | Marija Pomočnica | Breg ob Savi           | Kranj - Drulovka/Breg                     | LJ      |
| Klikni za spremembo slike | Marija Pomagaj   | Brezje                 | neposredno podrejena Nadškofiji Ljubljana | LJ      |
| Klikni za spremembo slike | Marija Pomočnica | Dolenja vas pri Krškem | Videm - Krško                             | CE      |
| Klikni za spremembo slike | Marija Pomočnica | Kočevske Poljane       | Poljane - Dolenjske Toplice               | NM      |
| Klikni za spremembo slike | Marija Pomočnica | Križ                   | Tržišče                                   | NM      |
| Klikni za spremembo slike | Marija Pomočnica | Ljubljana              |                                           | LJ      |
| Klikni za spremembo slike | Marija Pomočnica | Ljubljana              | Ljubljana - Rakovnik                      | LJ      |
| Klikni za spremembo slike | Marija Pomočnica | Ljubno                 | Ljubno                                    | LJ      |
| Klikni za spremembo slike | Marija Pomočnica | Log Čezsoški           | Srpenica                                  | KP      |
| Klikni za spremembo slike | Marija Pomočnica | Prtovč                 | Selca                                     | LJ      |
| Klikni za spremembo slike | Marija Pomočnica | Puščava                | Sv. Marija v Puščavi                      | MB      |
| Klikni za spremembo slike | Marija Pomagaj   | Rodine                 | Črnomelj                                  | NM      |
| Klikni za spremembo slike | Marija Pomočnica | Šmarčna                | Boštanj                                   | NM      |
| Klikni za spremembo slike | Marija Pomočnica | Vanganel               | Marezige                                  | KP      |
| Klikni za spremembo slike | Marija Pomočnica | Visejec                | Hinje                                     | NM      |
| Klikni za spremembo slike | Marija Pomočnica | Vitanje                | Vitanje                                   | CE      |
| Klikni za spremembo slike | Marija Pomočnica | Vrhovlje pri Kojskem   | Kojsko                                    | KP      |
| Klikni za spremembo slike | Marija Pomočnica | Zagorje                | Zagorje                                   | CE      |

## Marija Pribežališče grešnikov
| Slika                     | Cerkev                        | Naselje | Župnija            | Škofija |
| ------------------------- | ----------------------------- | ------- | ------------------ | ------- |
| Klikni za spremembo slike | Marija Pribežališče grešnikov | Planina | Planina pri Rakeku | LJ      |

## Marija Snežna
| Slika                     | Cerkev        | Naselje       | Župnija               | Škofija |
| ------------------------- | ------------- | ------------- | --------------------- | ------- |
| Klikni za spremembo slike | Marija Snežna | Avče          | Kanal                 | KP      |
| Klikni za spremembo slike | Marija Snežna | Borjana       | Kobarid               | KP      |
| Klikni za spremembo slike | Marija Snežna | Breginj       | Kobarid               | KP      |
| Klikni za spremembo slike | Marija Snežna | Črnotiče      | Predloka              | KP      |
| Klikni za spremembo slike | Marija Snežna | Fikšinci      | Sv. Jurij v Prekmurju | MS      |
| Klikni za spremembo slike | Marija Snežna | Goče          | Goče                  | KP      |
| Klikni za spremembo slike | Marija Snežna | Jablanica     | Ilirska Bistrica      | KP      |
| Klikni za spremembo slike | Marija Snežna | Petrinci      | Gora pri Sodražici    | LJ      |
| Klikni za spremembo slike | Marija Snežna | Piran         | Piran                 | KP      |
| Klikni za spremembo slike | Marija Snežna | Snežeče       | Biljana               | KP      |
| Klikni za spremembo slike | Marija Snežna | Solčava       | Solčava               | CE      |
| Klikni za spremembo slike | Marija Snežna | Strmca        | Studeno               | KP      |
| Klikni za spremembo slike | Marija Snežna | Svetina       | Svetina               | CE      |
| Klikni za spremembo slike | Marija Snežna | Trnovo        | Grgar                 | KP      |
| Klikni za spremembo slike | Marija Snežna | Velike Pece   | Šentvid pri Stični    | LJ      |
| Klikni za spremembo slike | Marija Snežna | Zgornja Velka | Marija Snežna         | MB      |

## Marija Tolažnica
| Slika                     | Cerkev           | Naselje       | Župnija              | Škofija |
| ------------------------- | ---------------- | ------------- | -------------------- | ------- |
| Klikni za spremembo slike | Marija Tolažnica | Budanje       | Budanje              | KP      |
| Klikni za spremembo slike | Marija Tolažnica | Čermožiše     | Žetale               | MB      |
| Klikni za spremembo slike | Marija Tolažnica | Drganja sela  | Vavta vas            | NM      |
| Klikni za spremembo slike | Marija Tolažnica | Kromberk      | Kromberk             | KP      |
| Klikni za spremembo slike | Marija Tolažnica | Male Vodenice | Kostanjevica na Krki | NM      |
| Klikni za spremembo slike | Marija Tolažnica | Piran         | Piran                | KP      |
| Klikni za spremembo slike | Marija Tolažnica | Stopiče       | Stopiče              | NM      |

## Marija Zvezda
| Slika                     | Cerkev        | Naselje     | Župnija     | Škofija |
| ------------------------- | ------------- | ----------- | ----------- | ------- |
| Klikni za spremembo slike | Marija Zvezda | Nova Štifta | Gornji Grad | CE      |

## Marijina in Jožefova zaroka
| Slika                     | Cerkev                      | Naselje  | Župnija     | Škofija |
| ------------------------- | --------------------------- | -------- | ----------- | ------- |
| Klikni za spremembo slike | Marijina in Jožefova zaroka | Kamnik   | Kamnik      | LJ      |
| Klikni za spremembo slike | Marijina zaroka             | Rakitnik | Matenja vas | KP      |

## Marijino brezmadežno spočetje
| Slika                     | Cerkev                             | Naselje               | Župnija          | Škofija |
| ------------------------- | ---------------------------------- | --------------------- | ---------------- | ------- |
| Klikni za spremembo slike | Brezmadežna Devica Marija          | Gradišče nad Prvačino | Bukovica         | KP      |
| Klikni za spremembo slike | Brezmadežno spočetje Device Marije | Grahovo               | Grahovo          | LJ      |
| Klikni za spremembo slike | Marijino brezmadežno spočetje      | Kamnik                | Kamnik           | LJ      |
| Klikni za spremembo slike | Brezmadežna Devica Marija          | Kokra                 | Kokra            | LJ      |
| Klikni za spremembo slike | Brezmadežna Devica Marija          | Krško                 | Krško            | NM      |
| Klikni za spremembo slike | Marijino brezmadežno spočetje      | Studenec              | Studenec         | NM      |
| Klikni za spremembo slike | Brezmadežno spočetje Device Marije | Širje                 | Marija Širje     | CE      |
| Klikni za spremembo slike | Marijino brezmadežno spočetje      | Škofja Loka           | Škofja Loka      | LJ      |
| Klikni za spremembo slike | Marijino brezmadežno spočetje      | Šmarje                | Šmarje pri Kopru | KP      |
| Klikni za spremembo slike | Marijino brezmadežno spočetje      | Turjak                | Turjak           | LJ      |
| Klikni za spremembo slike | Marijino brezmadežno spočetje      | Zagradec              | Zagradec         | NM      |

## Marijino Brezmadežno Srce
| Slika                     | Cerkev                    | Naselje          | Župnija          | Škofija |
| ------------------------- | ------------------------- | ---------------- | ---------------- | ------- |
| Klikni za spremembo slike | Marijino Brezmadežno Srce | Brezovi Dol      | Ambrus           | LJ      |
| Klikni za spremembo slike | Marijino Brezmadežno Srce | Loke pri Zagorju | Kisovec          | LJ      |
| Klikni za spremembo slike | Marijino Brezmadežno Srce | Pragersko        | Spodnja Polskava | MB      |

## Marijino darovanje
| Slika                     | Cerkev             | Naselje     | Župnija     | Škofija |
| ------------------------- | ------------------ | ----------- | ----------- | ------- |
| Klikni za spremembo slike | Marijino darovanje | Nova Štifta | Gornji Grad | CE      |
| Klikni za spremembo slike | Marijino darovanje | Tabor       | Senožeče    | KP      |

## Marijino ime
Glej tudi: Zenon in Marijino ime
| Slika                     | Cerkev       | Naselje       | Župnija       | Škofija |
| ------------------------- | ------------ | ------------- | ------------- | ------- |
| Klikni za spremembo slike | Marijino ime | Briše         | Kolovrat      | LJ      |
| Klikni za spremembo slike | Marijino ime | Dobova        | Dobova        | CE      |
| Klikni za spremembo slike | Marijino ime | Goriča vas    | Ribnica       | LJ      |
| Klikni za spremembo slike | Marijino ime | Kalobje       | Kalobje       | CE      |
| Klikni za spremembo slike | Marijino ime | Kozaršče      | Volče         | KP      |
| Klikni za spremembo slike | Marijino ime | Podklanec     | Vinica        | NM      |
| Klikni za spremembo slike | Marijino ime | Ruše          | Ruše          | MB      |
| Klikni za spremembo slike | Marijino ime | Sveta Planina | Sveta Planina | LJ      |
| Klikni za spremembo slike | Marijino ime | Ševnica       | Mirna         | NM      |
| Klikni za spremembo slike | Marijino ime | Šmarje        | Planina       | KP      |

## Marijino obiskanje
| Slika                     | Cerkev             | Naselje                          | Župnija                         | Škofija |
| ------------------------- | ------------------ | -------------------------------- | ------------------------------- | ------- |
| Klikni za spremembo slike | Marijino obiskanje | Draga                            | Draga                           | LJ      |
| Klikni za spremembo slike | Marijino obiskanje | Gornja Košana                    | Košana                          | KP      |
| Klikni za spremembo slike | Marijino obiskanje | Ljubljana                        | Ljubljana - Marijino oznanjenje | LJ      |
| Klikni za spremembo slike | Marijino obiskanje | Markovci                         | Markovci                        | MS      |
| Klikni za spremembo slike | Marijino obiskanje | Petrovče                         | Petrovče                        | CE      |
| Klikni za spremembo slike | Marijino obiskanje | Polenšak                         | Polenšak                        | MB      |
| Klikni za spremembo slike | Marijino obiskanje | Ponikve                          | Šentviška Gora                  | KP      |
| Klikni za spremembo slike | Marijino obiskanje | Špitalič pri Slovenskih Konjicah | Špitalič                        | MB      |
| Klikni za spremembo slike | Marijino obiskanje | Zloganje                         | Škocjan pri Novem Mestu         | NM      |

## Marijino oznanjenje
| Slika                     | Cerkev              | Naselje              | Župnija                         | Škofija |
| ------------------------- | ------------------- | -------------------- | ------------------------------- | ------- |
| Klikni za spremembo slike | Marijino oznanjenje | Adergas              | Velesovo                        | LJ      |
| Klikni za spremembo slike | Marijino oznanjenje | Crngrob              | Stara Loka                      | LJ      |
| Klikni za spremembo slike | Marijino oznanjenje | Hinje                | Hinje                           | NM      |
| Klikni za spremembo slike | Marijino oznanjenje | Kostanjevica na Krki | Kostanjevica na Krki            | NM      |
| Klikni za spremembo slike | Marijino oznanjenje | Ljubljana            | Ljubljana - Marijino oznanjenje | LJ      |
| Klikni za spremembo slike | Marijino oznanjenje | Nova Gorica          | Nova Gorica - Kapela            | KP      |
| Klikni za spremembo slike | Marijino oznanjenje | Obrov                | Hrušica                         | KP      |
| Klikni za spremembo slike | Marijino oznanjenje | Nazarje              | Nazarje                         | CE      |
| Klikni za spremembo slike | Marijino oznanjenje | Tržič                | Tržič                           | LJ      |
| Klikni za spremembo slike | Marijino oznanjenje | Velika Slevica       | Velike Lašče                    | LJ      |

## Marijino rojstvo
| Slika                     | Cerkev           | Naselje               | Župnija                      | Škofija |
| ------------------------- | ---------------- | --------------------- | ---------------------------- | ------- |
| Klikni za spremembo slike | Marijino rojstvo | Barbana               | Šlovrenc                     | KP      |
| Klikni za spremembo slike | Marijino rojstvo | Cerknica              | Cerknica                     | LJ      |
| Klikni za spremembo slike | Marijino rojstvo | Gradišče              | Primskovo na Dolenjskem      | LJ      |
| Klikni za spremembo slike | Marijino rojstvo | Homec                 | Homec                        | LJ      |
| Klikni za spremembo slike | Marijino rojstvo | Kačiče - Pared        | Hrpelje - Kozina             | KP      |
| Klikni za spremembo slike | Marijino rojstvo | Negova                | Negova                       | MB      |
| Klikni za spremembo slike | Marijino rojstvo | Polhov Gradec         | Polhov Gradec                | LJ      |
| Klikni za spremembo slike | Marijino rojstvo | Police                | Šentviška Gora               | KP      |
| Klikni za spremembo slike | Marijino rojstvo | Pomjan                | Šmarje pri Kopru             | KP      |
| Klikni za spremembo slike | Marijino rojstvo | Rob                   | Rob                          | LJ      |
| Klikni za spremembo slike | Marijino rojstvo | Rovišče               | Sveta gora                   | LJ      |
| Klikni za spremembo slike | Marijino rojstvo | Runarsko              | Bloke                        | LJ      |
| Klikni za spremembo slike | Marijino rojstvo | Slivnica pri Mariboru | Slivnica pri Mariboru        | MB      |
| Klikni za spremembo slike | Marijino rojstvo | Šmarje                | Šentjernej                   | NM      |
| Klikni za spremembo slike | Marijino rojstvo | Šmarje - Sap          | Šmarje - Sap                 | LJ      |
| Klikni za spremembo slike | Marijino rojstvo | Tišina                | Tišina                       | MS      |
| Klikni za spremembo slike | Marijino rojstvo | Trška Gora            | Št. Peter - Otočec           | NM      |
| Klikni za spremembo slike | Marijino rojstvo | Velike Lašče          | Velike Lašče                 | LJ      |
| Klikni za spremembo slike | Marijino rojstvo | Vojna vas             | Črnomelj                     | NM      |
| Klikni za spremembo slike | Marijino rojstvo | Vrčice                | Semič                        | NM      |
| Klikni za spremembo slike | Marijino rojstvo | Zagaj                 | Sv. Peter pod Svetimi gorami | CE      |

## Marijino vnebovzetje
| Slika                     | Cerkev                                      | Naselje                    | Župnija                      | Škofija |
| ------------------------- | ------------------------------------------- | -------------------------- | ---------------------------- | ------- |
| Klikni za spremembo slike | Marijino vnebovzetje                        | Apače                      | Apače                        | MS      |
| Klikni za spremembo slike | Marijino vnebovzetje                        | Bate                       | Grgar                        | KP      |
| Klikni za spremembo slike | Marijino vnebovzetje                        | Bertoki                    | Bertoki                      | KP      |
| Klikni za spremembo slike | Marijino vnebovzetje                        | Bezovica                   | Predloka                     | KP      |
| Klikni za spremembo slike | Marijino vnebovzetje                        | Bezuljak                   | Begunje pri Cerknici         | LJ      |
| Klikni za spremembo slike | Marijino vnebovzetje                        | Bled                       | Bled                         | LJ      |
| Klikni za spremembo slike | Marijino vnebovzetje                        | Bovec                      | Bovec                        | KP      |
| Klikni za spremembo slike | Marijino vnebovzetje                        | Braslovče                  | Braslovče                    | CE      |
| Klikni za spremembo slike | Marijino vnebovzetje                        | Brdo pri Lukovici          | Brdo                         | LJ      |
| Klikni za spremembo slike | Marijino vnebovzetje                        | Brezno                     | Brezno                       | MB      |
| Klikni za spremembo slike | Marijino vnebovzetje                        | Celje                      | Celje - Sv. Danijel          | CE      |
| Klikni za spremembo slike | Marijino vnebovzetje                        | Cerklje na Gorenjskem      | Cerklje na Gorenjskem        | LJ      |
| Klikni za spremembo slike | Marijino vnebovzetje                        | Cirkovce                   | Cirkovce                     | MB      |
| Klikni za spremembo slike | Marijino vnebovzetje                        | Čanje                      | Sevnica                      | CE      |
| Klikni za spremembo slike | Marijino vnebovzetje                        | Čatež                      | Čatež - Zaplaz               | NM      |
| Klikni za spremembo slike | Marijino vnebovzetje                        | Čemšenik                   | Čemšenik                     | LJ      |
| Klikni za spremembo slike | Marijino vnebovzetje                        | Črmošnjice                 | Črmošnjice                   | NM      |
| Klikni za spremembo slike | Marijino vnebovzetje                        | Dekani                     | Dekani                       | KP      |
| Klikni za spremembo slike | Marijino vnebovzetje                        | Dobrna                     | Dobrna                       | CE      |
| Klikni za spremembo slike | Marijino vnebovzetje                        | Dobrova                    | Dobrova                      | LJ      |
| Klikni za spremembo slike | Marijino vnebovzetje                        | Dobrovce                   | Slivnica pri Mariboru        | MB      |
| Klikni za spremembo slike | Marijino vnebovzetje                        | Dole pri Litiji            | Dole pri Litiji              | NM      |
| Klikni za spremembo slike | Marijino vnebovzetje                        | Domžale                    | Domžale                      | LJ      |
| Klikni za spremembo slike | Marijino vnebovzetje                        | Fara                       | Fara pri Kočevju             | NM      |
| Klikni za spremembo slike | Marijino vnebovzetje                        | Gabrska Gora               | Sv. Križ - Gabrovka          | NM      |
| Klikni za spremembo slike | Marijino vnebovzetje                        | Glem                       | Marezige                     | KP      |
| Klikni za spremembo slike | Marijino vnebovzetje                        | Grad                       | Grad                         | MS      |
| Klikni za spremembo slike | Marijino vnebovzetje                        | Hmeljčič                   | Mirna Peč                    | NM      |
| Klikni za spremembo slike | Marija Alietska                             | Izola                      | Izola                        | KP      |
| Klikni za spremembo slike | Marija Vnebovzeta in sv. Maksimilijan Kolbe | Janževski Vrh              | Ribnica na Pohorju           | MB      |
| Klikni za spremembo slike | Marijino vnebovzetje                        | Jareninski Dol             | Jarenina                     | MB      |
| Klikni za spremembo slike | Marijino vnebovzetje                        | Javorje                    | Javorje pri Litiji           | LJ      |
| Klikni za spremembo slike | Marijino vnebovzetje                        | Jazbine                    | Poljane nad Škofjo Loko      | LJ      |
| Klikni za spremembo slike | Marijino vnebovzetje                        | Jelšane                    | Jelšane                      | KP      |
| Klikni za spremembo slike | Marijino vnebovzetje                        | Jesenice                   | Jesenice                     | LJ      |
| Klikni za spremembo slike | Marijino vnebovzetje                        | Kanal                      | Kanal                        | KP      |
| Klikni za spremembo slike | Marijino vnebovzetje                        | Kapele                     | Kapele pri Brežicah          | CE      |
| Klikni za spremembo slike | Marijino vnebovzetje                        | Ključevica                 | Dobovec                      | LJ      |
| Klikni za spremembo slike | Marijino vnebovzetje                        | Knežak                     | Knežak                       | KP      |
| Klikni za spremembo slike | Marijino vnebovzetje                        | Kobarid                    | Kobarid                      | KP      |
| Klikni za spremembo slike | Marijino vnebovzetje                        | Kojsko                     | Kojsko                       | KP      |
| Klikni za spremembo slike | Marijino vnebovzetje                        | Koper                      | Koper - Marijino vnebovzetje | KP      |
| Klikni za spremembo slike | Marijino vnebovzetje                        | Koprivnica                 | Koprivnica                   | CE      |
| Klikni za spremembo slike | Marijino vnebovzetje                        | Kozje                      | Kozje                        | CE      |
| Klikni za spremembo slike | Marijino vnebovzetje                        | Kranj                      | Kranj - Primskovo            | LJ      |
| Klikni za spremembo slike | Marijino vnebovzetje                        | Kranjska Gora              | Kranjska Gora                | LJ      |
| Klikni za spremembo slike | Marijino vnebovzetje                        | Lesce                      | Lesce                        | LJ      |
| Klikni za spremembo slike | Marijino vnebovzetje                        | Lesno Brdo                 | Vrhnika                      | LJ      |
| Klikni za spremembo slike | Marijino vnebovzetje                        | Ljubljana                  | Ljubljana - Polje            | LJ      |
| Klikni za spremembo slike | Marijino vnebovzetje                        | Lokavec                    | Lokavec                      | KP      |
| Klikni za spremembo slike | Marijino vnebovzetje                        | Mali Dol                   | Komen                        | KP      |
| Klikni za spremembo slike | Marijino vnebovzetje                        | Maribor                    | Maribor - Brezje             | MB      |
| Klikni za spremembo slike | Marijino vnebovzetje                        | Maribor                    | Maribor - Sv. Janez Krstnik  | MB      |
| Klikni za spremembo slike | Marijino vnebovzetje                        | Marija Dobje               | Dramlje                      | CE      |
| Klikni za spremembo slike | Marijino vnebovzetje                        | Marija Reka                | Marija Reka                  | CE      |
| Klikni za spremembo slike | Marijino vnebovzetje                        | Medana                     | Biljana                      | KP      |
| Klikni za spremembo slike | Marijino vnebovzetje                        | Mekinje                    | Mekinje                      | LJ      |
| Klikni za spremembo slike | Marijino vnebovzetje                        | Movraž                     | Sočerga                      | KP      |
| Klikni za spremembo slike | Marijino vnebovzetje                        | Muljava                    | Krka                         | NM      |
| Klikni za spremembo slike | Marijino vnebovzetje                        | Nova Štifta                | Sodražica                    | LJ      |
| Klikni za spremembo slike | Marijino vnebovzetje                        | Olimje                     | Olimje                       | CE      |
| Klikni za spremembo slike | Marijino vnebovzetje                        | Podlehnik                  | Sv. Trojica - Podlehnik      | MB      |
| Klikni za spremembo slike | Marijino vnebovzetje                        | Podmelec                   | Most na Soči                 | KP      |
| Klikni za spremembo slike | Marijino vnebovzetje                        | Povir                      | Sežana                       | KP      |
| Klikni za spremembo slike | Marijino vnebovzetje                        | Prevalje                   | Prevalje                     | MB      |
| Klikni za spremembo slike | Marijino vnebovzetje                        | Prihova                    | Prihova                      | MB      |
| Klikni za spremembo slike | Marijino vnebovzetje                        | Ptuj                       | Ptuj - Sv. Jurij             | MB      |
| Klikni za spremembo slike | Marijino vnebovzetje                        | Radovica                   | Radovica                     | NM      |
| Klikni za spremembo slike | Marijino vnebovzetje                        | Sela na Krasu              | Kostanjevica na Krasu        | KP      |
| Klikni za spremembo slike | Marijino vnebovzetje                        | Sevnica                    | Sevnica                      | CE      |
| Klikni za spremembo slike | Marijino vnebovzetje                        | Slavina                    | Slavina                      | KP      |
| Klikni za spremembo slike | Marijino vnebovzetje                        | Slovenja vas               | Hajdina                      | MB      |
| Klikni za spremembo slike | Marijino vnebovzetje                        | Smolenja vas               | Novo mesto - Sv. Lenart      | NM      |
| Klikni za spremembo slike | Marijino vnebovzetje                        | Smrečje                    | Šentjošt nad Horjulom        | LJ      |
| Klikni za spremembo slike | Marijino vnebovzetje                        | Spodnja Idrija             | Spodnja Idrija               | KP      |
| Klikni za spremembo slike | Marijino vnebovzetje                        | Stara Cerkev               | Stara Cerkev                 | NM      |
| Klikni za spremembo slike | Marijino vnebovzetje                        | Straža                     | Prečna                       | NM      |
| Klikni za spremembo slike | Marijino prikazovanje                       | Strunjan                   | Strunjan                     | KP      |
| Klikni za spremembo slike | Svetogorska Mati Božja                      | Sveta Gora                 | Solkan                       | KP      |
| Klikni za spremembo slike | Marijino vnebovzetje                        | Sveti Vrh                  | Mokronog                     | NM      |
| Klikni za spremembo slike | Marijino vnebovzetje                        | Šmarje pri Jelšah          | Šmarje pri Jelšah            | CE      |
| Klikni za spremembo slike | Marijino vnebovzetje                        | Šmarje pri Sežani          | Sežana                       | KP      |
| Klikni za spremembo slike | Marijino vnebovzetje                        | Šmartno pri Slovenj Gradcu | Šmartno pri Slovenj Gradcu   | MB      |
| Klikni za spremembo slike | Marijino vnebovzetje                        | Štrekljevec                | Semič                        | NM      |
| Klikni za spremembo slike | Marijino vnebovzetje                        | Tolmin                     | Tolmin                       | KP      |
| Klikni za spremembo slike | Marijino vnebovzetje                        | Trboje                     | Trboje                       | LJ      |
| Klikni za spremembo slike | Marijino vnebovzetje                        | Trebnje                    | Trebnje                      | NM      |
| Klikni za spremembo slike | Marijino vnebovzetje                        | Troblje                    | Pameče                       | MB      |
| Klikni za spremembo slike | Marijino vnebovzetje                        | Tržišče                    | Rogaška Slatina              | CE      |
| Klikni za spremembo slike | Marijino vnebovzetje                        | Tržišče                    | Tržišče                      | NM      |
| Klikni za spremembo slike | Marijino vnebovzetje                        | Turnišče                   | Turnišče                     | MS      |
| Klikni za spremembo slike | Marijino vnebovzetje                        | Velika Dolina              | Velika Dolina                | NM      |
| Klikni za spremembo slike | Marijino vnebovzetje                        | Velika Račna               | Kopanj                       | LJ      |
| Klikni za spremembo slike | Marijino vnebovzetje                        | Velike Bloke               | Bloke                        | LJ      |
| Klikni za spremembo slike | Marijino vnebovzetje                        | Vinje                      | Sv. Helena - Dolsko          | LJ      |
| Klikni za spremembo slike | Marijino vnebovzetje                        | Viševek                    | Stari trg pri Ložu           | LJ      |
| Klikni za spremembo slike | Marijino vnebovzetje                        | Vitovlje                   | Osek                         | KP      |
| Klikni za spremembo slike | Marijino vnebovzetje                        | Vremski Britof             | Vreme                        | KP      |
| Klikni za spremembo slike | Marijino vnebovzetje                        | Vrh pri Boštanju           | Boštanj                      | NM      |
| Klikni za spremembo slike | Marijino vnebovzetje                        | Vrtovin                    | Kamnje                       | KP      |
| Klikni za spremembo slike | Marijino vnebovzetje                        | Vurberk                    | Vurberk                      | MB      |
| Klikni za spremembo slike | Marijino vnebovzetje                        | Zagozdac                   | Stari trg ob Kolpi           | NM      |
| Klikni za spremembo slike | Marijino vnebovzetje                        | Zali Log                   | Zali Log                     | LJ      |
| Klikni za spremembo slike | Marijino vnebovzetje                        | Zavrč                      | Zavrč                        | MB      |
| Klikni za spremembo slike | Marijino vnebovzetje                        | Zgornje Pirniče            | Pirniče                      | LJ      |
| Klikni za spremembo slike | Marijino vnebovzetje                        | Zgornji Tuhinj             | Zgornji Tuhinj               | LJ      |
| Klikni za spremembo slike | Marijino vnebovzetje                        | Železnica                  | Škocjan pri Turjaku          | LJ      |

## Mati Božja
| Slika                     | Cerkev                | Naselje            | Župnija                | Škofija |
| ------------------------- | --------------------- | ------------------ | ---------------------- | ------- |
| Klikni za spremembo slike | Mati Božja            | Čreta              | Vransko                | CE      |
| Klikni za spremembo slike | Mati Božja            | Dobrava            | Dobrnič                | NM      |
| Klikni za spremembo slike | Devica Marija         | Golo Brdo          | Šlovrenc               | KP      |
| Klikni za spremembo slike | Mati Božja            | Kokarje            | Rečica ob Savinji      | CE      |
| Klikni za spremembo slike | Mati Božja            | Lepa Njiva         | Mozirje                | CE      |
| Klikni za spremembo slike | Mati Božja            | Ljubljana          | Ljubljana - Koseze     | LJ      |
| Klikni za spremembo slike | Marija                | Malečnik           | Sv. Peter pri Mariboru | MB      |
| Klikni za spremembo slike | Mati Božja in sv. Rok | Mozirje            | Mozirje                | CE      |
| Klikni za spremembo slike | Devica Marija         | Podčetrtek         | Podčetrtek             | CE      |
| Klikni za spremembo slike | Mati Božja            | Primož pri Ljubnem | Ljubno ob Savinji      | CE      |
| Klikni za spremembo slike | Marija                | Smolnik            | Ruše                   | MB      |
| Klikni za spremembo slike | Mati Božja            | Spodnje Tinsko     | Zibika                 | CE      |
| Klikni za spremembo slike | Mati Božja            | Šinkov Turn        | Vodice                 | LJ      |
| Klikni za spremembo slike | Devica Marija         | Tomaj              | Tomaj                  | KP      |
| Klikni za spremembo slike | Devica Marija         | Troščine           | Polica                 | LJ      |
| Klikni za spremembo slike | Devica Marija         | Vuzenica           | Vuzenica               | MB      |
| Klikni za spremembo slike | Mati Božja            | Zreče              | Zreče                  | MB      |

## Mati Božja od zdravja
| Slika                     | Cerkev                | Naselje | Župnija           | Škofija |
| ------------------------- | --------------------- | ------- | ----------------- | ------- |
| Klikni za spremembo slike | Mati Božja od Zdravja | Koper   | Koper - Sv. Marko | KP      |
| Klikni za spremembo slike | Mati Božja od Zdravja | Piran   | Piran             | KP      |

## Mati Dobrega sveta
| Slika                     | Cerkev             | Naselje                    | Župnija               | Škofija |
| ------------------------- | ------------------ | -------------------------- | --------------------- | ------- |
| Klikni za spremembo slike | Mati Dobrega sveta | Globočice pri Kostanjevici | Kostanjevica na Krki  | NM      |
| Klikni za spremembo slike | Mati Dobrega sveta | Podgrad                    | Podgrad               | NM      |
| Klikni za spremembo slike | Mati Dobrega sveta | Završe pri Grobelnem       | Šentvid pri Grobelnem | CE      |

## Mati Usmiljenja
| Slika                     | Cerkev                     | Naselje      | Župnija              | Škofija |
| ------------------------- | -------------------------- | ------------ | -------------------- | ------- |
| Klikni za spremembo slike | Mati Usmiljenja            | Kropa        | Kropa                | LJ      |
| Klikni za spremembo slike | Mati Usmiljenja            | Maribor      | Maribor - Sv. Marija | MB      |
| Klikni za spremembo slike | Marija Zavetnica s plaščem | Ptujska Gora | Ptujska Gora         | MB      |

## Naša ljuba Gospa presvetega Srca Jezusovega
| Slika                     | Cerkev                                      | Naselje | Župnija | Škofija |
| ------------------------- | ------------------------------------------- | ------- | ------- | ------- |
| Klikni za spremembo slike | Naša ljuba Gospa presvetega Srca Jezusovega | Davča   | Davča   | LJ      |

## Rožnovenska Mati Božja
| Slika                     | Cerkev                 | Naselje               | Župnija                 | Škofija |
| ------------------------- | ---------------------- | --------------------- | ----------------------- | ------- |
| Klikni za spremembo slike | Rožnovenska Mati Božja | Bitnje                | Bohinjska Bistrica      | LJ      |
| Klikni za spremembo slike | Rožnovenska Mati Božja | Črešnjice             | Črešnjice               | CE      |
| Klikni za spremembo slike | Rožnovenska Mati Božja | Gornje Dobravice      | Podzemelj               | NM      |
| Klikni za spremembo slike | Rožnovenska Mati Božja | Kranj                 | Kranj                   | LJ      |
| Klikni za spremembo slike | Rožnovenska Mati Božja | Ljubljana             | Vodice                  | LJ      |
| Klikni za spremembo slike | Rožnovenska Mati Božja | Logatec               | Gornji Logatec          | LJ      |
| Klikni za spremembo slike | Rožnovenska Mati Božja | Nova vas nad Dragonjo | Krkavče                 | KP      |
| Klikni za spremembo slike | Rožnovenska Mati Božja | Podgorica             | Dobrepolje - Videm      | LJ      |
| Klikni za spremembo slike | Rožnovenska Mati Božja | Podgorje ob Sevnični  | Zabukovje               | CE      |
| Klikni za spremembo slike | Rožnovenska Mati Božja | Portorož              | Portorož                | KP      |
| Klikni za spremembo slike | Rožnovenska Mati Božja | Sela nad Podmelcem    | Most na Soči            | KP      |
| Klikni za spremembo slike | Rožnovenska Mati Božja | Stopno                | Škocjan pri Novem mestu | NM      |
| Klikni za spremembo slike | Rožnovenska Mati Božja | Tomišelj              | Tomišelj                | LJ      |

## Žalostna Mati Božja
| Slika                     | Cerkev               | Naselje              | Župnija                 | Škofija |
| ------------------------- | -------------------- | -------------------- | ----------------------- | ------- |
| Klikni za spremembo slike | Marija Sedem žalosti | Botričnica           | Šentjur pri Celju       | CE      |
| Klikni za spremembo slike | Žalostna Mati Božja  | Breznica             | Breznica                | LJ      |
| Klikni za spremembo slike | Žalostna Mati Božja  | Bukov Vrh            | Poljane nad Škofjo Loko | LJ      |
| Klikni za spremembo slike | Žalostna Mati Božja  | Bušeča vas           | Sv. Križ - Podbočje     | NM      |
| Klikni za spremembo slike | Žalostna Mati Božja  | Čeplje               | Stari trg ob Kolpi      | NM      |
| Klikni za spremembo slike | Žalostna Mati Božja  | Dedni Dol            | Višnja Gora             | LJ      |
| Klikni za spremembo slike | Žalostna Mati Božja  | Dolenja vas          | Senožeče                | KP      |
| Klikni za spremembo slike | Marija Sedem žalosti | Gradišče             | Podsreda                | CE      |
| Klikni za spremembo slike | Žalostna Mati Božja  | Idrija               | Idrija                  | KP      |
| Klikni za spremembo slike | Marija Sedem žalosti | Jeruzalem            | Sv. Miklavž pri Ormožu  | MB      |
| Klikni za spremembo slike | Marija Sedem žalosti | Klošter              | Podzemelj               | NM      |
| Klikni za spremembo slike | Žalostna Mati Božja  | Kresniške Poljane    | Kresnice                | LJ      |
| Klikni za spremembo slike | Žalostna Mati Božja  | Leskovec pri Krškem  | Leskovec pri Krškem     | NM      |
| Klikni za spremembo slike | Žalostna Mati Božja  | Leskovec v Podborštu | Šentjanž                | NM      |
| Klikni za spremembo slike | Žalostna Mati Božja  | Miren                | Miren                   | KP      |
| Klikni za spremembo slike | Žalostna Mati Božja  | Mokronog             | Mokronog                | NM      |
| Klikni za spremembo slike | Marija Sedem žalosti | Pekre                | Limbuš                  | MB      |
| Klikni za spremembo slike | Žalostna Mati Božja  | Podbrezje            | Podbrezje               | LJ      |
| Klikni za spremembo slike | Žalostna Mati Božja  | Predjama             | Studeno                 | KP      |
| Klikni za spremembo slike | Žalostna Mati Božja  | Prevalje pod Krimom  | Preserje                | LJ      |
| Klikni za spremembo slike | Žalostna Mati Božja  | Rosalnice            | Metlika                 | NM      |
| Klikni za spremembo slike | Žalostna Mati Božja  | Rudnik pri Moravčah  | Moravče                 | LJ      |
| Klikni za spremembo slike | Marija Sedem žalosti | Slovenska Bistrica   | Slovenska Bistrica      | MB      |
| Klikni za spremembo slike | Marija Sedem žalosti | Sodražica            | Sodražica               | LJ      |
| Klikni za spremembo slike | Marija Sedem žalosti | Središče ob Dravi    | Središče ob Dravi       | MB      |
| Klikni za spremembo slike | Žalostna Mati Božja  | Stanošina            | Sv. Trojica - Podlehnik | MB      |
| Klikni za spremembo slike | Žalostna Mati Božja  | Stična               | Stična                  | LJ      |
| Klikni za spremembo slike | Žalostna Mati Božja  | Škofja Loka          | Škofja Loka             | LJ      |
| Klikni za spremembo slike | Žalostna Mati Božja  | Trebnje              | Trebnje                 | NM      |
| Klikni za spremembo slike | Žalostna Mati Božja  | Vače                 | Vače                    | LJ      |
| Klikni za spremembo slike | Žalostna Mati Božja  | Veliki Slatnik       | Novo mesto - Sv. Lenart | NM      |
| Klikni za spremembo slike | Marija Sedem žalosti | Vojnik               | Vojnik                  | CE      |
| Klikni za spremembo slike | Žalostna Mati Božja  | Žebnik               | Radeče                  | LJ      |